# 阮文祥
阮文祥（げんぶんしょう、グエン・ヴァン・トゥオン、ベトナム語: Nguyễn Văn Tường、1824年 - 1886年2月）は、ベトナム阮朝の官僚。1883年から1884年にかけて育徳帝・協和帝・建福帝と3人の皇帝を相次いで擁立・廃位したことで知られる。

## 生涯
阮文祥はベトナム中部の廣治省肇豊県の平民家族で生まれた。父が阮朝に対する反乱に加担したため、彼は科挙の参加を禁止された。1848年10月29日、嗣徳帝が即位した。阮文祥と嗣徳帝がどうやって知り合ったかは不明だが、嗣徳帝の保護で科挙参加にこぎつけた阮文祥は無事合格して状元になった。1852年、阮文祥は刑部の尚書になった。1862年に父が死去すると、礼にしたがって5年間喪に服した後再び官職についた。
1858年以降、フランスはベトナムに対する干渉を強めていった。1873年、嗣徳帝は阮文祥にフランスとの交渉を命じた。数々の条約に署名したにもかかわらず、フランスは彼を全く信用しなかった。フランシス・ガルニエのハノイ占領軍を追い出し、第2次サイゴン条約を署名した後、皇帝から内政と外交を委ねられた。1881年、内閣の首相になった。
嗣徳帝が死去すると、阮文祥は陳践誠、尊室説とともに摂政を務めた。3人のうち、阮文祥と尊室説は宮廷を主導した。しかし、宮廷で権力があったのは摂政だけではなかった。嗣徳帝の母慈裕太皇太后、王妃の学妃、荘懿皇太后らいわゆる「三宮」（ベトナム語: Tam cung）も主導権を争った。さらに、阮文祥は学妃と密通していた。
嗣徳帝には子がなかったが、3人の甥を養子とした。31歳の阮福膺禛（嗣徳帝の弟である瑞太公阮福洪依の子）、19歳の阮福膺豉（嗣徳帝と阮福洪依の弟である堅国公阮福洪侅の子）、そして14歳の阮福膺登（阮福膺豉の弟）の3人だった。
ベトナムの歴史家范文同によると、嗣徳帝の本来の意は阮福膺登に帝位を継がせることだったが、摂政たちは三宮からの圧力に屈し、阮福膺禛を帝位につかせたという。嗣徳帝は遺詔に阮福膺禛の否定的な評価を記し、継承者候補から外したが、即位した育徳帝の命令でその文を削除させた。育徳帝の行動を見かねた摂政たちは皇帝を処刑した。歴史家の間では育徳帝が阮文祥と学妃の不倫関係に介入したため仕返しに殺した、という見方もある。
阮文祥たちは次に37歳の協和帝を擁立した。しかし、協和帝は摂政たちの影響を排除しようとしたため摂政たちは彼を廃位しようとした。身の危険を感じた協和帝はフランスに接近し、摂政たちはフランス人がいない間に協和帝を殺して建福帝を擁立した。阮文祥と学妃の密通に気づいた建福帝は2人を殺害しようとしたが、学妃に先手を打たれ、服用している薬に毒を盛られて毒殺された。次に擁立された咸宜帝の治世中、尊室説は勤王運動を開始し、フランスへの徹底抗戦を訴えた。尊室説は咸宜帝を山奥の新所城、ついで清国へつれていき、援軍を求めた。一方フランスはただちに同慶帝を立てた。
フランスは尊室説と咸宜帝に2ヶ月の時間を与えたが、2人はその後も抵抗を続けたため、1885年9月6日にフランスは阮文祥と尊室訂（尊室説の父）をコンダオ諸島への流刑に処した。阮文祥は獄中でも反乱軍への指示を出し続けた。その後フランスが阮文祥の財産を没収すると、1450万ピアストルもあったという。

## 晩年と死
1885年11月23日、阮文祥は太平洋のタヒチ島に流刑となり、翌年2月に流刑地で亡くなった。1886年7月、遺体はフエにいる家族に返還された。